# 夏休み (吉田拓郎の曲)
「夏休み」（なつやすみ）は、吉田拓郎の楽曲。1971年に発表され、その後も様々なバージョンがアルバムに収録されている。また、1989年（平成元年）にシングルとしてCBS・ソニーからリリースされた。

## 概要
この曲はライブ・アルバム『よしだたくろう オン・ステージ ともだち』で初めて発表された。
ヒロシマ原爆投下に対するメッセージソングだとの都市伝説があるが、拓郎自身はオフィシャルサイトで「ただひたすらに子供だった時代の懐かしい夏の風景を描いた絵日記なのである。実在した鹿児島時代の"姉さん先生"も広島時代によく"トンボ獲り"で遊んだ夏もすべてが僕を育ててくれた"夏休み"なのだ」「反戦歌などでは断じて！ない！」と否定している。
歌詞に出てくる「姉さん先生」とは、拓郎が谷山町立谷山小学校に在籍していた当時の担任だった、宮崎静子という教師がモデルである。
拓郎が6歳頃から小学2年生までの幼少期に過ごした鹿児島市谷山では、指宿枕崎線・谷山駅において、地元の有志による募金活動により、曲を流すための機器設備費用や発着メロディのプログラムを変更する整備費用の約50万円を集め、2019年（令和元年）8月13日から同年9月末まで毎日、午前8時からの午後8時まで1時間おきに駅構内で、拓郎本人が歌うこの曲を約3分間ある5番までのフルコーラスで流す。同年10月27日からは、同駅の列車到着メロディとして曲の冒頭が採用され流されている。2023年（令和5年）8月11日には、母校である鹿児島市立谷山小学校に建立された歌碑の除幕式が行われた。
TUBEが1990年（平成2年）に発表した「あー夏休み」は、拓郎ファンである長戸大幸が、本曲のイメージを前田亘輝に伝えて、タイトルも本曲をヒントに付けたと語っている。

## 『夏休み』(吉田拓郎のシングル)
1989年（平成元年）3月21日発売。発売元はCBS・ソニー。

### 解説
アルバム『元気です。』からのシングルカット。

### 収録曲
| #  | タイトル                                     | 作詞     | 作曲     | 編曲               |
| -- | -------------------------------------------- | -------- | -------- | ------------------ |
| 1. | 「夏休み」                                   | 吉田拓郎 | 吉田拓郎 | 吉田拓郎・石川鷹彦 |
| 2. | 「シンシア」(よしだたくろう・かまやつひろし) | 吉田拓郎 | 吉田拓郎 | 吉田拓郎           |

## 収録ディスク
以下のアルバム以外にも、「夏休み」は様々なアルバムに様々なバージョンが収録されている。

### アルバム
『元気です。』
1972年リリース。スタジオ録音バージョン。後にシングルカットされた。ベスト・アルバム等にはこのバージョンが収録されることが多い。
『吉田拓郎 ONE LAST NIGHT IN つま恋』
1985年リリース。レゲエ調にアレンジされたライブ・バージョン。後にシングル『風をみたか』のB面として収録された。
『みんな大好き』
1997年リリース。LOVE LOVE ALL STARSがアレンジを担当したセルフカバー。
『一瞬の夏』
2005年リリース。瀬尾一三率いるビッグバンドによるアレンジ。曲の終わりに拓郎からのメッセージとカラオケが繋がって収録されている。
『吉田拓郎ライブ コンサート・イン・つま恋'75』
2012年リリース。松任谷正隆バンド、ハイ・ファイ・セットのコーラスによる演奏。

## 他のアーティストによるカバー
- 坂上香織（1989年、アルバム『夏休み』収録）[13]
- 南こうせつ（1990年、アルバム『サマーピクニック』収録）[14]
- メロン記念日（2002年、アルバム『FOLK SONGS 2』収録）[15]
- 平川地一丁目（2005年、シングル『十六度目の夏』収録）[16]
- 熊木杏里（2008年、アルバム『吉田拓郎トリビュート〜結婚しようよ〜』収録）[17]
- 八坂一（CV：三瓶由布子） - アニメ『夏のあらし! 〜春夏冬中〜』挿入歌（2009年、アルバム『歌声喫茶方舟 〜アキナイチュウ〜』に収録）[18]